# Канадски ескимски пас
Канадски ескимски пас или Канадски инутиски пас, раса је пса радног пса са Арктика. Друга имена укључују кимик или кимит (реч инуитског језика за "пас"). Гренландски пас је генетски идентичан.
Раси прети изумирање, према процени из 2008. само 300 чистокрвних паса. Иако су их некада користили Инуити на канадском Арктику као омиљени начин превоза, традиционални тимови радних паса 1960-их постали су све ређи на северу. Фактори који доприносе опадању расе укључују све већу популарност моторних санки за превоз и ширење заразних болести паса. Контроверза окружује намерно убијање броја инуитских запрежних паса о којем се расправљало између 1950. и 1970. године од стране Краљевске канадске коњичке полиције, као и недавне напоре да се повећа популација пасмине.

## Порекло
Први пси стигли су у Америку пре 12.000 година. Међутим, људи и њихови пси нису се населили на Арктику до доласка две групе из Сибира, Палео-Ескима пре 4.500 година и народа Туле пре 1.000 година. Инуитски пси из Канаде (канадски ескимски пас) и Гренланда (гренландски пас) потицали су од паса повезаних са народом Тууле, који су се ослањали на њих за превоз из Сибира.
У 2015. години, студија која је користила бројне генетске маркере указала је да је реч о истим псима и да се не смеју третирати као одвојене расе, да одржавају аутохтоно наслеђе које претходи колонизацији и чије време одговара долазак народа Туле и да су се разликовали од сибирских хаскија, аљашких хаскија и аљашких маламута. Секвенце митохондријске ДНК мајки инуитских паса класификоване су као хаплотип А31 што указује на заједничког женског претка. Овај хаплотип није пронађен код других савремених паса; најближе подударање било је са 1000 година старим остацима пса са Флориде.
Међутим, студија из 2018. године открила је да су сви аутохтони северноамерички пси сада изумрли, а њихови најближи генетски рођаци су арктичке расе паса.

## Опис

### Изглед
Канадски Ескимски пас увек треба да буде моћне грађе, атлетског изгледа и импозантног изгледа. Требало би да буде „моћне телесне грађе да даје утисак да није изграђен за брзину већ за напоран рад.“ Као што је типично за шпиц расе, има усправне, троугласте уши и јако пернат реп који се пребацује леђа. Мужјаци би требали бити изразито мужевнији од женки, који су фињих костију, ситнији и често имају нешто краћу длаку.
Његову површну сличност са вуковима истраживачи су често приметили током Експедиције бакарних рудника 1819–1822. Приметили су да су уши ескимских паса које су сретале сличне ушима америчких вукова, а на предњим ногама им је недостајала црна ознака изнад зглоба карактеристична за европске вукове. Речено је да је најсигурнији начин за разликовање две врсте кроз дужину и положај репа, који је био крацћи и закривљенији код пса.

#### Крзно и боја
Длака је врло густа , са меканом поддлаком и крутим, грубим заштитним длакама. Ескимски пас око врата има гриву густог крзна, што је прилично импресивно код мужјака и додаје илузију додатне величине. Ова грива је код жена мања. Ескимски пси могу бити готово било које боје и ниједна боја или узорак боја не би требало да доминирају. Често се виде чврсти бели пси, као и бели пси са мрљама друге боје на глави или и на телу и на глави. Чести су и пуни пси сребрне или црне боје. Многи једнобојни пси имају беле беле ознаке на лицу, понекад са мрљама преко очију. Други могу имати беле чарапе и пруге на носу без очних пега и маске.

#### Величина
Величина канадских ескимских паса зависи од њиховог пола. Мужјаци теже 30-40 кг (66-88 лб) и стоје 58-70 цм (23-28 ин) у рамену. Женке теже 18–30 кг (40–66 лб) и стоје 50–60 цм (20–24 ин).

### Темперамент
Темперамент канадског ескимског пса одражава његов изворни рад и окружење. Одан је, жилав, храбар, интелигентан и опрезан. Љубазан је и нежан, развија дубоку везу са својим власником и изузетно је одан. Када су их користили као псе за санкање, често су од њих тражили да траже храну и лове своју храну. Због тога многи канадски ескимски пси имају јачи нагон за пленом од неких других раса. Захваљујуц́и свом изворном окружењу, уживају у хладном времену, често зими воле да спавају напољу. Као и вец́ина пасмина шпица, они могу бити врло гласни.

## Нега и тренинг
Канадским ескимским псима је потребна врло велика количина вежбања. Не може их се само шетати, потребан им је посао већег интензитета, који захтева више вежбања него што многи власници паса могу пружити. Ова потреба за радом и стимулацијом чине их погодним за псеће спортове, као што су картинг, муширање и скијоринг. Они су врло обучљиви и покорни, за разлику од многих пасмина шпица, као и интелигентни. Канадског Ескимског пса најбоље је држати у хладној клими и склон је топлотном удару. Његова длака је прилично једноставна за његу у већини доба године, четкање јој је потребно само један или два пута недељно. Међутим, када се баци (што се дешава једном годишње), требаће му нега сваког дана.
Историјски гледано, Инуити би стављали своје псе на упрегу чим би могли ходати, и стекли навику да вуку санке у покушајима да се ослободе. У доби од два месеца, младунци би били смештени код одраслих паса. Понекад би се десет младунаца ставило под вођство старије животиње, заједно са честим премлаћивањима њихових господара, што би школовало младунце.

## Историја
Инуити никада нису пса сматрали делом животињског царства (уумајуит), већ само алатом за људско постојање. Канадски Инуити су га користили и још увек користе (у веома ограниченој мери) као вишенаменске псе, који су често радили у лову на туљаре и другу арктичку дивљач, и вукући залихе и људе. Истраживачи су приметили да су пси могли да прате рупу од туљана са велике удаљености и да су их повремено користили у лову на поларне медведе. Извештено је да су пси толико ентузијастични у лову на беле медведе да су понекад њихови водитељи узвикивали „нанук“ (Инуктитут назив за медведа) да би их охрабрили када вуку санке.
Пси, међутим, не би гонили вукове и застрашено завијали од њиховог приступа. Замрзнути псећи урин Инуити су користили као лек, а крзно им је било више цењено од вукова, због веће отпорности на хабање. У време глади, пси би се користили као хитни извор хране. Иако су га истраживачи једном претпостављали да је припитомљени вук или хибрид псећег вука, укључујући Чарлса Дарвина због сличности у изгледу и вокализацијама, генетско тестирање је показало да Ескимски пас нема новије вучје порекло.
Раси тренутно прети изумирање. У 19. и почетком 20. века ова раса је и даље била тражена за поларне експедиције, а приближно 20.000 паса живело је на канадском Арктику 1920-их. Међутим, раса је значајно опала до шездесетих година прошлог века. Расу су једном прихватили за излагање и Амерички кинолошки савез (АКЦ) и Канадски кинолошки савез (ЦКЦ); међутим, 1959. године АКЦ је изузео пасмину из свог регистра због изузетно малог броја. Власти канадског ескимског пса и гренландског пса понекад сматрају истом пасмином, мада се гренландском псу може замерити што му недостаје одговарајуц́и програм узгоја, доводец́и у питање његову валидност као чисте пасмине.
Од 1970-их заинтересоване стране које укључују Фондацију за истраживање паса Ескимо (ЕДРФ) раде на повећању броја пасмине. ЕДРФ је основан 1972. године и углавном га финансирају канадска влада и влада северозападних територија, уз одређену подршку ЦКЦ. ЕДРФ је купио псе од мале (око 200 паса) популације која је остала на канадском Арктику из удаљених инуитских кампова на острву Баффин, полуострву Боотхиа и полуострву Мелвилле. ЕДРФ је затим почео да узгаја псе како би повећао број.
Бриан Ладоон је такође куповао псе 1970-их од северних заједница Канаде и почео се узгајати након што му је бискуп Омер Алфред Робидоук из римокатоличке бискупије Цхурцхилл-Баие д'Худсон дао мисију спасавања. Прешао је са маламута и хаскија на ЦЕД, а након узгоја током 30 година још увек има највећу генетску колонију канадских ескимских паса на свету. Модерна раса потиче од релативно великог броја оснивача, обезбеђујући на тај начин довољну генетску варијабилност да би се избегло крижање у сродству.
Канадски Ескимски пас се тренутно користи у тимовима паса за санкање који забављају туристе и за комерцијални лов на поларног медведа. По закону, лов поларних медведа на северозападним територијама и у Нунавуту мора да обавља псец́а екипа или пешке. Захтев је делимично из безбедносних разлога; радни пси могу боље да осете када је поларни медвед у близини, док звук мотора моторних санки маскира било који знак поларног медведа. Канадска територија Нунавут је 1. маја 2000. године званично усвојила „канадског инуитског пса“ као животињски симбол територије, и тако запечатила име свог традиционалног пса (киммик) на језику инуктитут.

## Контроверза

### КККП убијање паса
Између 1950. и 1970, Краљевска канадска коњичка полиција заклала је инуитске псе за санкање. Инуити ово називају киммиијактауник. Процењује се да се број убијених паса креће од 1.200 до 20.000. У неким заједницама старешине тврде да је ово уништавање извршено како би се застрашиле Инуите и намерно пореметио њихов начин живота. Као одговор на ове наводе, 2005. године КККП је спровео интерну истрагу о убиствима. Његов извештај закључује да су пси заиста убијани, али у сврхе јавног здравља - ради уклањања болесних, опасних и страдалих животиња. Међутим, извештај је такође признао да је КККП ретко следио уредбе које су захтевале да се пси прво ухвате и власници обавесте пре убистава, да власници нису имали могућност да се обрате неразумним убиствима и да оправданост убистава нису увек објашњени Инуитима. Извештај негира да су било који пси убијени као део завере против Инуита. Удружење Кикиктани Инуит осудило је извештај као „пристрасан, мањкав и непотпун“. 
У августу 2019. канадска министарка за односе с круном и домороцима Царолин Беннетт упутила је широко извињење Инуитима са острва Баффин, укључујући и покољ и присилно пропадање инуитских паса. Ово је било треће у низу извињења због историјског злостављања, малтретирања и присилног пресељења Инуита, а донација је припала удрузи Кикиктани Инуит од 20 милиона америчких долара, од чега ће 700 000 америчких долара ићи на годишње псеће запреге Нунавут Куест трка 7 година.